# Museo archeologico di Ariano Irpino
Il Museo archeologico di Ariano Irpino, detto anche Antiquarium e ubicato in uno storico palazzo lungo via Donato Anzani, espone reperti rinvenuti nelle campagne di scavo che hanno interessato l'intero comprensorio della Valle del Miscano.

## Percorso espositivo
Dal villaggio neolitico de La Starza in territorio di Ariano Irpino giungono le tazze carenate con fondo convesso e anse a nastro, i piatti profondi con labbro a tesa e i sostegni a clessidra, oltre alle tipiche tazze con ansa a soprelevazione dapprima pennata e successivamente ad ascia. Di epoca successiva sono invece i caratteristici forni per la lavorazione del bronzo. Sono inoltre in mostra ceramiche riferibili alle facies sub-appenniniche e proto-villanoviane, le quali documentano quindi l'età del bronzo finale (XIII-X secolo a.C.).
Peculiari di tale fase tarda sono anche le tazze con sopraelevazione a capocchia bilaterale oppure a caratteri zoomorfi di tipo paparella o corni di lumaca. Numerosi sono poi gli arnesi in selce a conferma della fiorente industria litica praticata a La Starza.
All'interno del museo si ammirano inoltre reperti di epoca pre-romana provenienti da altri comuni del comprensorio. Notevoli sono soprattutto i reperti di un tempio italico del III secolo a.C. (ma con resti di un'area votiva del VI secolo a.C.) e i corredi funerari di una necropoli sannitica, gli uni e gli altri provenienti dal territorio comunale di Casalbore, nonché i reperti di un santuario sannitico rinvenuto nel territorio di Greci.
Tra gli svariati materiali esposti risalenti all'epoca dei Sanniti-Irpini si segnalano le ceramiche, i bronzi, le fibule d'argento (importate dall'Etruria) e il vasellame di bucchero (introdotto dalla pianura campana).
Di epoca romana sono invece i cospicui reperti rinvenuti nel vicus di Aequum Tuticum, cardo viarum all'incrocio fra le vie Aemilia, Minucia, Traiana ed Herculia  sull'altipiano di Sant'Eleuterio in agro di Ariano Irpino. In particolare il museo espone monete, utensili in bronzo, vetro e ceramica, oltre ai cippi viari, uno dei quali riporta il nome del console Marco Emilio Lepido mentre l'altro è relativo alla via Herculia con la indicazione in miglia romane delle distanze tra Aufidena ed Aequum Tuticum.